# Proteïna transportadora de lípids de les plantes
Les proteïnes transportadores de lípids de les plantes, també anomenades PLTPs, són un grup de proteïnes transportadores molt resistents amb un pes molecular d'entre 7 i 9 kDa, que es troben a la majoria d'estructures i teixits vegetals.
Tot i que quan es van descobrir es creia que la seva funció estava relacionada amb el transport de lípids a la membrana cel·lular (d'aquí prové el seu nom), actualment s'han plantejat altres hipòtesis que pretenen explicar la tasca que aquesta família de proteïnes realitza. (veure Funcions).
Les LTPs són molt importants en la salut humana perquè constitueixen un dels principals panal·lèrgens (grup de molècules que provoquen una mateixa reacció al·lèrgica) alimentaris. El seu paper en les reaccions d'hipersensibilitat es deu majoritàriament a l'alta resistència de la seva estructura tridimensional i la dificultat de ser degradades per les proteases digestives.

## Història
Les LTPs es van descobrir a partir del seu paper com a al·lergen en la salut humana, i el primer que se’n va destacar va ser la seva activitat transportadora de lípids en experiments in vitro. Tot i que en animals ja feia temps que es coneixien les vies de síntesi, acumulació i transport de lípids, no va ser fins al 1984 que es va publicar el primer article on es descrivia la purificació d'una proteïna similar en les plantes.
Amb l'anàlisi del genoma de les plantes i l'estudi exhaustiu de les proteïnes codificades, es va poder establir que les LTP són una família molt gran de proteïnes amb petites variacions estructurals que són crítiques a causa de les funcions que realitzen. Aquestes funcions, in vivo, semblen molt més complexes que el simple transport de lípids, tot i que la comunitat científica encara no les ha definit del tot i se segueixen buscant proves que demostrin les diferents hipòtesis proposades.
L'estudi del genoma també ha permès esbrinar la distribució de les LTPs en el regne vegetal: sembla que les LTPs van aparèixer, en el transcurs de l'evolució, amb els espermatòfits.
Recentment, estan apareixent altres proteïnes amb una estructura semblant (4 hèlixs alfa i 4 ponts disulfur), com les 2s-albúmina dels fruits secs (que també són al·lèrgens) o els inhibidors de les proteases. Està per verificar la relació entre aquestes dues famílies de proteïnes.
Industrialment tenen un paper important perquè participen en la formació de l'escuma de la cervesa.

## Descripció de la proteïna
La família de les LTP (proteïnes transportadores de lípids de les plantes no específiques) és un grup de proteïnes (polipèptids) de pes molecular entre 7 i 9 kDa, amb 90 – 95 residus d'aminoàcids i amb 4 ponts disulfur, molt importants per explicar l'estabilitat de la proteïna i la seva resistència a ser degradada.
Són proteïnes que es poden trobar per tot el regne vegetal amb funcions relativament diferents, i són especialment abundants a l'espai extracel·lular associades amb la paret cel·lular. Per tant, es troben en abundància a les estructures epidèrmiques vegetals (fruits, fulles...), que tenen molta paret. Això també explica que, clínicament, sigui molt més reactiva la pell que la polpa de les fruites rosàcies.
Estructuralment no tenen cap semblança amb les Proteïnes Transportadores de Colesterilester (CETPs), també anomenades proteïnes transportadores de lípids del plasma. Aquestes són proteïnes del plasma que faciliten el transport de colesterilester i triacilglicerols entre les lipoproteïnes.

### Tipus
Dins la família de les LTPs hi ha varietat d'isoformes, però es poden classificar en dos subgrups: les LTP1 i les LTP2. Les principals diferències entre les dues famílies són estructurals.

#### LTP1
En aquesta família, les tres primeres hèlixs alfa estan disposades paral·lelament i envolten el lloc d'unió als lípids. La quarta tanca el “recinte” envoltant les tres hèlixs per darrere juntament amb l'extrem C-terminal, que forma un gir. L'estructura es manté molt estable gràcies als 4 ponts disulfur que hi ha. És una estructura amfipàtica, amb els radicals polars per la part de fora de les hèlixs i els apolars cap a dins, en contacte amb el lloc d'unió dels lípids. També són característics dos aminoàcids carregats (Asparagina i Arginina), un negatiu (cap a fora) i un positiu (a l'entrada del túnel), probablement per unir el grup polar del lípid. La proteïna ja manifesta una afinitat teòrica d'acord amb la seva estructura, la qual també ha estat demostrada experimentalment, sobretot amb relació a lípids com els fosfoacilglicerols o els àcids grassos. També hi ha indicis que aquesta família de LTPs poden unir dos lligands alhora, tot i que això no ha estat completament demostrat.

#### LTP2
Les LTP2 tenen una estructura semblant, i l'única diferència significativa que s'ha trobat és que, tot i tenir 4 hèlixs alfa i 4 ponts disulfur, dos d'aquests estan intercanviats de lloc. Això, tot i la falta d'estudis, confereix més flexibilitat a la proteïna, de manera que aquesta família pot unir-se a una varietat més gran de lípids, inclòs els esterols.

## Estructura
De totes les LTPs, la que ha estat més ben estudiada és la del préssec (anomenada per aquesta raó Peach Pru p3), presa com a exemple perquè totes les LTPs mostren seqüències d'aminoàcids des del 45% al 92% iguals a la seqüència del Pru p3. Es pot observar, en els tres exemples següents, que les seqüències d'aminoàcids de les LTPs tenen bastants punts en comú tot i ser proteïnes diferents.
En aquesta imatge:

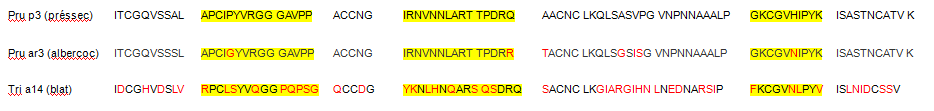
Seqüència d'aminoàcids d'algunes proteïnes transportadores de lípids de les plantes. Concretament (de dalt a baix): Pru p3 (préssec), Pru ar3 (pruna) i Tri a14 (blat)

- Les zones marcades en groc són els epítops (regions de la proteïna responsables de la unió amb la IgE o regions antigèniques). Aquestes regions es troben entre els residus 11 i 25, 31 i 45, i entre els 71 i 80.
- Les lletres marcades en vermell, indiquen els aminoàcids que difereixen d'una proteïna a l'altra.

Imatge animada de l'estructura de la PLTP Pru p3 (préssec).

La concentració de Pru p3 en préssecs i nectarines és d'entre 5,5 i 41,1 µg per cada gram.
La proteïna Pru p3 consta de 4 hèlixs α on es troben 57 dels residus de la proteïna i que, en ajuntar-se, deixen una regió central hidròfoba. En total té 91 residus d'aminoàcids i el seu pes és d'uns 9 kDa. El fet que tingui 4 arginines i 4 lisines, i només un aspartat, li configura una càrrega positiva a pH neutre. A més té 8 cisteïnes que formen 4 ponts disulfur (fet que ajuda a explicar l'estabilitat i la potència al·lergènica d'aquestes proteïnes) que connecten les hèlixs:
- Cis 3 - Cis 50 connecten hèlix H1 i H3.
- Cis 13 - Cis 27 connecten hèlix H1 i H2.
- Cis 28 – Cis 73 connecten hèlix H2 i H4.
- Cis 48 – Cis 87 connecten hèlix H3 a la cua amino terminal.

## Funcions
El nom de les Proteïnes Transportadores de Lípids es va establir fent referència a la funció que s'observava "in vitro”, ja que en les primeres observacions al laboratori es va descobrir que la proteïna era vital per a la unió i transport dels lípids de la membrana plasmàtica.
Això no obstant, segons investigacions posteriors sembla que les funcions “in vivo” difereixen de les observades anteriorment “in vitro”. Les LTP estan suposadament relacionades amb els mecanismes de senyalització i defensa de l'organisme vegetal davant de l'atac de microorganismes: resistència als bacteris, activitat fungicida i sensibilització a llarg termini. Complementàriament i més relacionat amb les primeres observacions, també es creu que les LTP participen en el transport i unió de monòmers com la cutina o cutana per formar capes lipídiques externes protectores en la cutícula.

### Defensa directa contra patògens
S'ha demostrat que LTPs de diferents vegetals tenen una activitat directa bactericida i fungicida, i curiosament algunes d'aquestes proteïnes amb activitat protectora no tenen ni tan sols capacitat de transport de lípids. La seva activitat tòxica sembla estar basada exclusivament en la permeabilització de les membranes del patogen de manera que no pugui arribar a entrar a les cèl·lules pròpies de l'organisme i no es produeixi cap alteració.

### Defensa a llarg termini
Experimentalment s'ha demostrat que la sobreexpressió de la LTP en plantes transgèniques proporciona una resistència específica a llarg termini davant de fongs i bacteris patògens.

### Senyalització relacionada amb la defensa
Aquesta funció és la més ben definida. S'ha aconseguit aïllar un gen (DIR1) que, quan està mutat, provoca una deficiència en la resistència sistemàtica adquirida (SAR), anàloga a la resposta immune innata en vertebrats. La proteïna que codifica aquest gen es podria considerar de la família de les LTP2 perquè és molt similar pel que fa a la seqüència i la forma (presenta les hèlixs alfa i els 4 ponts disulfur), però té un pes molt més petit i això fa trontollar la hipòtesi. A més a més, quan s'augmenta molt l'expressió de la proteïna la SAR no augmenta, i això ha fet pensar que la proteïna necessita també un altre component per actuar com a element senyalitzador de la SAR.
Pel que fa a les LTP1 també s'ha demostrat que competeixen amb les elicitines (unes proteïnes petites secretades per microorganismes fitopatògens, bàsicament oomicets, que indueixen la necrosi del teixit i activen una resposta d'hipersensibilitat) per unir-se a uns hipotètics receptors d'alta afinitat i protegir així la planta abans que aquesta sigui atacada, ja que serien aquests receptors els que realment activarien la resposta defensiva de la planta.
Per acabar, cal destacar que les LTP1 tenen una certa facilitat per rebre una sèrie de modificacions que les convertirien en precursors de l'àcid jasmònic. Aquesta hormona té un paper molt important en el procés d'unió de les mateixes LTP1 als receptors activadors de la resposta de defensa ja descrits, i també pot actuar com a bloquejant de certes substàncies oxidades i tòxiques.

### Formació de la cutícula
Els òrgans aeris de les plantes (fulles, fruits...) estan recoberts d'una capa lipídica protectora que s'anomena cutícula i que està formada bàsicament per cutina (polímers d'hidroxiàcids grassos) i ceres. Aquests components lipídics se sintetitzen a les cèl·lules epitelials però han de travessar la paret vegetal, que és hidròfila i, per tant, s'han proposat les LTPs com les encarregades de facilitar aquest transport. Tot i que no s'han trobat proves directes, la presència abundant de LTPs en les cèl·lules epitelials i l'abundant quantitat de les proteïnes en tots els teixits que tenen cèrids donen suport a la hipòtesi. Això no obstant, experimentalment no s'ha pogut demostrar que les LTPs siguin capaces d'unir-se als hidroxilípids ni a les cadenes tan llargues de les ceramides.
Per això també hi ha encara una altra hipòtesi alternativa i/o complementària: les LTPs són el pont d'unió entre dos monòmers de cutina o entre d'altres substàncies lipídiques un cop ja han travessat la paret, però sense la necessitat de formar ponts covalents.

### Modulació del creixement
Experimentalment s'ha demostrat que l'absència de LTP provoca l'esterilitat gairebé total i el creixement defectuós de les plantes, perquè sembla que juntament amb la pectina és fonamental per l'adhesió del pol·len en els òrgans reproductors femenins després del transport aeri. Cada gra de pol·len conté algunes cèl·lules somàtiques, un parell de cèl·lules reproductives (una per a la formació del tub pol·línic i l'altre per a la fecundació), una capa interna semblant a la paret cel·lular i una capa externa de composició poc coneguda però amb components lipídics. Sense una proteïna capaç d'interaccionar amb aquests lípids una de les cèl·lules reproductives no pot construir el pont perquè l'altra arribi fins a l'òrgan reproductor femení.
A més a més també s'ha descobert que la LTP1 té capacitat per afluixar la paret cel·lular i separar-la de la cèl·lula, tot i que el mecanisme és desconegut, permetent així la divisió de la cèl·lula i el creixement de l'organisme.

## Relació de les LTPs amb la Salut Humana
Com ja s'ha comentat anteriorment, les LTPs són una família de proteïnes molt resistents a enzims digestius i a l'augment de temperatura, per tant, als mecanismes de degradació de l'aparell digestiu humà. Per aquest motiu, arriben gairebé intactes al corrent sanguini on són detectades pel sistema immunitari com un agent extern, provocant una resposta immunitària primària i desencadenant una sensibilització contra aquest antigen que pot afectar diversos sistemes i aparells de l'organisme. És un clar exemple d'al·lèrgia alimentària.

### Aliments de la dieta amb presència de LTPs
La reactivitat al·lergènica de les LTPs no disminueix en fruits processats tèrmicament a causa de la seva termoestabilitat. Per exemple, els al·lèrgens del préssec poden resistir temperatures de 121 °C durant 30 minuts. Els símptomes de les al·lèrgies causades per les LTPs són realment severs, sensibilitzant l'organisme a través de la ingesta, és a dir, per via oral o per via respiratòria. La més coneguda i estudiada d'aquestes proteïnes és la Pru p3 pròpia del préssec, i és molt freqüent que l'inici de l'al·lèrgia a les LTPs comenci amb una reacció al·lèrgica envers el préssec. És per això que gran part de les persones al·lèrgiques a la LTP són al·lèrgics a aquest fruit també. A continuació se solen desenvolupar quatre estadis: al·lèrgia a les fruites rosàcies, als fruits secs, als llegums i per acabar a algunes hortalisses.
| Fonts de LTPs       | |
| ------------------- | --- |
| Plantes comestibles | Fruita: Poma, albercoc, cirera, raïm, llimona, taronja, préssec, pruna, tomàquet, maduixa Verdures: Espàrrecs, col, enciam Cereals: Ordi, blat de moro, blat Fruits secs: Castanya, avellana, nou |
| Pòl·lens            | Artemisa, oliver, parietària, plàtan (arbre) i ambrosia |
| Derivats            | Vi, cervesa, sucs i melmelades |

La prevalença de l'al·lèrgia a les LTPs és superior a les zones del sud d'Europa que no pas al nord o al centre, sobretot en aquelles regions on predomina la dieta mediterrània, rica en els aliments esmentats a la taula anterior.